# Alfred Felber
Alfred Felber (ur. 19 września 1886, zm. 10 kwietnia 1967 w Genewie) – szwajcarski wioślarz, dwukrotny medalista olimpijski.
Wystąpił na igrzyskach olimpijskich w Antwerpii w 1920, gdzie razem z Édouardem Candeveau i Paulem Piagetem (sternik) zdobył brązowy medal w dwójkach ze sternikiem. W finale Szwajcarzy nieznacznie przegrali z Francuzami i Włochami. Na rozgrywanych cztery lata później igrzyskach olimpijskich w Paryżu w tej samej konkurencji Candeveau, Felber i Émile Lachapelle wywalczyli złoty medal. W biegu finałowym wyprzedzili srebrnych medalistów, Włochów, o 0,1 sekundy. 
W dwójkach ze sternikiem zdobywał także złote medale na mistrzostwach Europy w Genewie (1912), mistrzostwach Europy w Barcelonie (1922) i mistrzostwach Europy w Como (1923) oraz srebrne na mistrzostwach Europy w Gandawie (1913) i mistrzostwach Europy w Mâcon (1920). 
W trakcie kariery reprezentował barwy klubu Société Nautique de Geneva.
Poza wioślarstwem Felber uprawiał też gimnastykę, lekkoatletykę i piłkę nożną. Z zawodu był nauczycielem wychowania fizycznego. 